# Čaroprávnost
Čaroprávnost (anglicky Equal Rites) je humoristická fantasy kniha Terryho Pratchetta, třetí ze série Zeměplocha a první, kde hlavním hrdinou není Mrakoplaš. Do série uvádí čarodějku Bábi Zlopočasnou, která se objevuje v řadě pozdějších knih.

## Stručný obsah
Mág Podomní Kšaft ví, že brzy zemře. Proto cestuje na místo, kde se má narodit osmý syn osmého syna, neboť takoví synové se stávají mágy. (Na Zeměploše je osmička magické a okultní číslo.) Kšaft mu proto chce předat svou magickou hůl jako svému nástupci.
Narozené dítě je však dívka - Eskarína. Protože si toho Kšaft všimne příliš pozdě, hůl je již definitivně předána.
Jak Eskarína roste, začínají se u ní projevovat různé nevysvětlitelné schopnosti. Místní čarodějka, Bábi Zlopočasná, s ní proto cestuje na Neviditelnou univerzitu v Ankh-Morporku. Dívka-mág je však v univerzitních kruzích něco neslýchaného.
Eskarína je při prvním pokusu dostat se na univerzitu neúspěšná, Bábi jí ale nakonec místo na NU najde - Esk pracuje jako služebná. Sleduje přitom vzestup mladého mága Simona, kterého potkala cestou do Ankh-Morporku. Simon je mág schopný vytvářet nová, silná kouzla. Ta však otevřou bránu do temných a neprozkoumaných oblastí mnohovesmíru.